# Lee Frayer
Lee Frayer (ur. 2 października 1874 w La Grange, zm. 25 lipca 1938 w Columbus) – amerykański kierowca wyścigowy.

## Kariera
W swojej karierze Frayer startował głównie w Stanach Zjednoczonych w mistrzostwach AAA Championship Car oraz towarzyszącym mistrzostwom słynnym wyścigu Indianapolis 500. W pierwszym sezonie startów, w 1910 roku raz stanął na podium, a także odniósł zwycięstwo w wyścigu w Columbus Driving Park, jednak runda ta nie była zaliczona do klasyfikacji mistrzostw AAA. Z dorobkiem 35 punktów został sklasyfikowany na 41 miejscu w końcowej klasyfikacji kierowców. Rok później nie zdobywał punktów. W edycji 1911 osiągnął linię mety toru Indianapolis Motor Speedway jako trzynasty. W sezonie 1912 w mistrzostwach AAA Championship Car Frayer wystartował w jednym wyścigu, w którym jednak nie zdołał zdobyć punktów.